# Onze-Lieve-Vrouw en Sint-Jobkerk

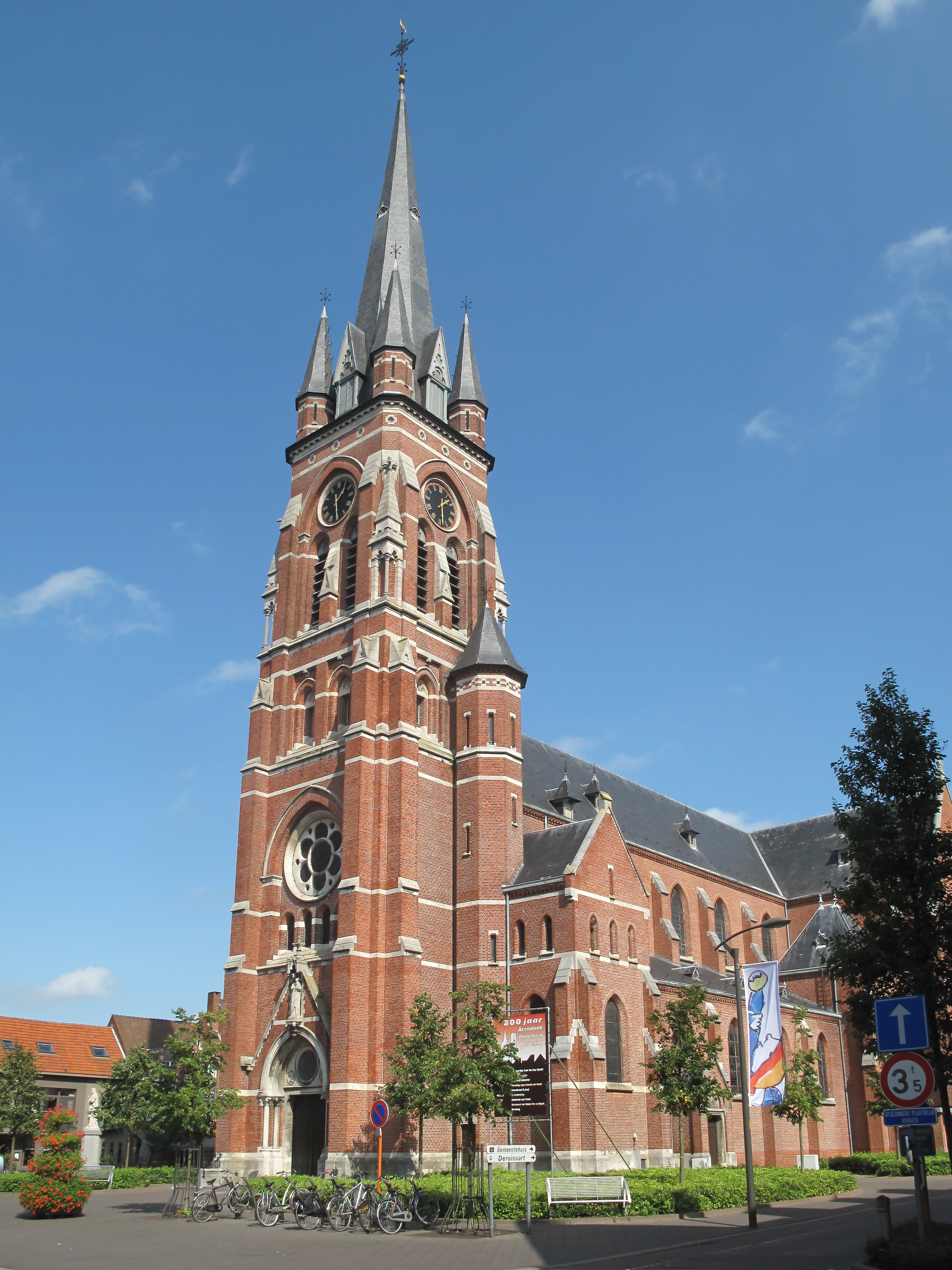
Onze-Lieve-Vrouw en Sint-Jobkerk

De Onze-Lieve-Vrouw en Sint-Jobkerk is een neogotische parochiekerk in de Antwerpse gemeente Arendonk, gelegen aan de Vrijheid.

## Geschiedenis
In 1212 werd voor het eerst een kerkgebouw in Arendonk vermeld, toen het patronaatsrecht aan de Abdij van Floreffe werd toebedeeld. Het tiendrecht werd verzorgd door de Abdij van Postel.
Omstreeks 1500 kwam een nieuwe kerk tot stand die meerdere malen werd beschadigd, herbouwd en vergroot. Aan het einde van de 19de eeuw was deze kerk veel te klein geworden. In 1901 werd het gebouw gesloopt. Tussen 1901 en 1904 werd een nieuwe kerk gebouwd naar ontwerp van Ernest Dieltiens, die in dezelfde periode ook de plannen tekende voor de Antwerpse Sint-Norbertuskerk.

## Gebouw
Het betreft een georiënteerd bakstenen bouwwerk in neogotische stijl. De kruisbasiliek heeft een voorgebouwde westtoren die geflankeerd wordt door een achthoekige traptoren en vier geledingen telt. De torenspits heeft vier hoektorentjes. Het koor is driezijdig afgesloten.
Ten noordwesten van de kerktoren staat een Heilig Hartbeeld uit 1929, ontworpen door de Antwerpse beeldhouwer Nestor Gerrits.

## Interieur
De kerk bezit een aantal gepolychromeerde houten beelden, zoals een Sint-Anna ten Drieën (15e eeuw), Onze-Lieve-Vrouw van Smarten, Sint-Rochus (16e eeuw) en een Sint-Job op de mesthoop (tweede helft 17e eeuw). Er is ook een kruisbeeld in palmhout (17e eeuw). Daarnaast nog tal van 17e-, 18e-, 19e- en 20e-eeuwse beelden.
Het hoofdaltaar en de zijaltaren zijn van 1904 en 1923. De kerkmeestersbank is in rococostijl (18e eeuw). Het orgel is van 1845 met oudere delen. De preekstoel is van 1792. Het doopvont is uit de tweede helft van de 17e eeuw en er zijn 17 neogotische glas-in-loodramen.